# Executive Outcomes
Executive Outcomes a fost o companie companie militară privată fondată în Africa de Sud de către fostul locotenent-colonel Eeben Barlow al Forțelor armate ale Africii de Sud în 1989. Mai târziu a devenit parte a holdingului Strategic Resource Corporation.

## Legături externe
- Mirror of Executive Outcomes' official website in 1998, from archive.org
- Licensed to Kill, Hired Guns in the War on Terror by Robert Young Pelton (Crown, 1 Sep 2006)
- The Hunter, The Hammer, and Heaven: Journeys to Three Worlds Gone Mad, by Robert Young Pelton (ISBN 1-58574-416-6)
- Executive Outcomes Arhivat în 26 februarie 2017, la Wayback Machine. page by GlobalSecurity.org
- Profile: Simon Mann BBC News 10 September 2004
- War Dog: Fighting Other People's Wars by Al J Venter (Casemate, Feb 2006)
- Executive Outcomes: Mercenary Corporation OSINT [Open Source Intelligence] Guide Arhivat în 7 octombrie 2010, la Wayback Machine. by Dr. Robert J. Bunker and Steven F. Marin (July 1999)